# Federazione di rugby a 15 della Finlandia
Suomen Rugbyliitto (in svedese Finland Rugby), o SRL, è l'organismo di governo del rugby a 15 e a 7 in Finlandia.
Fondato nel 1968, è affiliato dal 2000 a Rugby Europe e dal 2001 a World Rugby.